# Taraxacum skalinskanum
Taraxacum skalinskanum — вид квіткових рослин з родини айстрових (Asteraceae). Вид зростає в Європі: Австрія, Чехія, Словаччина, Польща; це багаторічна рослина помірних біомів.